# Natrix maura
La culebra viperina (Natrix maura) es una especie de reptil escamoso de la familia Colubridae. Debe su nombre común de culebra de agua a su gran afinidad por las zonas húmedas y encharcadas y a su gran habilidad de nadar y bucear.

## Descripción
Es de tamaño medio, pudiendo alcanzar una longitud de hasta 80 cm, aunque no suele superar los 50 cm. Se caracteriza por mostrar escamas muy carenadas en el dorso. Su coloración es muy variada, generalmente olivácea o marrón amarillenta, pero también puede ser rojiza. Presenta a lo largo de la línea medio dorsal una fila de manchas que en algunos ejemplares pueden llegar a juntarse hasta dar forma a una línea en zig-zag.

## Distribución
Se distribuye por España, Portugal, Francia, Suiza, Italia y el norte de África en Argelia, Libia, Marruecos y Túnez. Además ha sido introducida en las islas Baleares (Mallorca y Menorca). Se encuentra habitualmente asociada a medios acuáticos dentro de prados o bosques abiertos, tales como ríos y lagunas, en el agua o en sus inmediaciones.

## Comportamiento

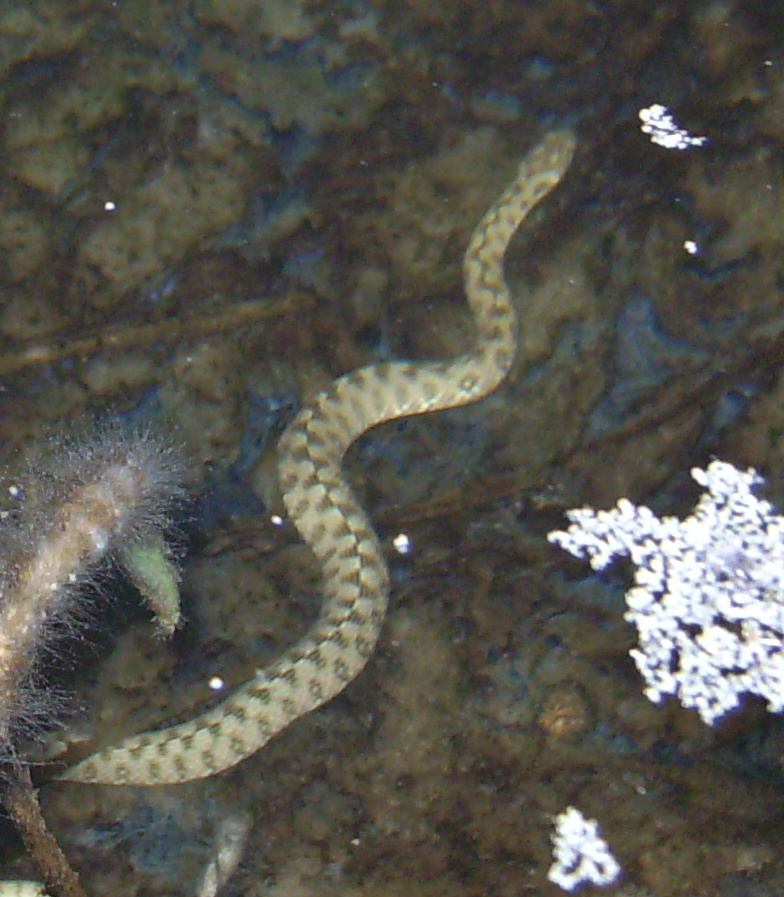
Ejemplar juvenil en el agua, en la Sierra de Castelltallat, España.

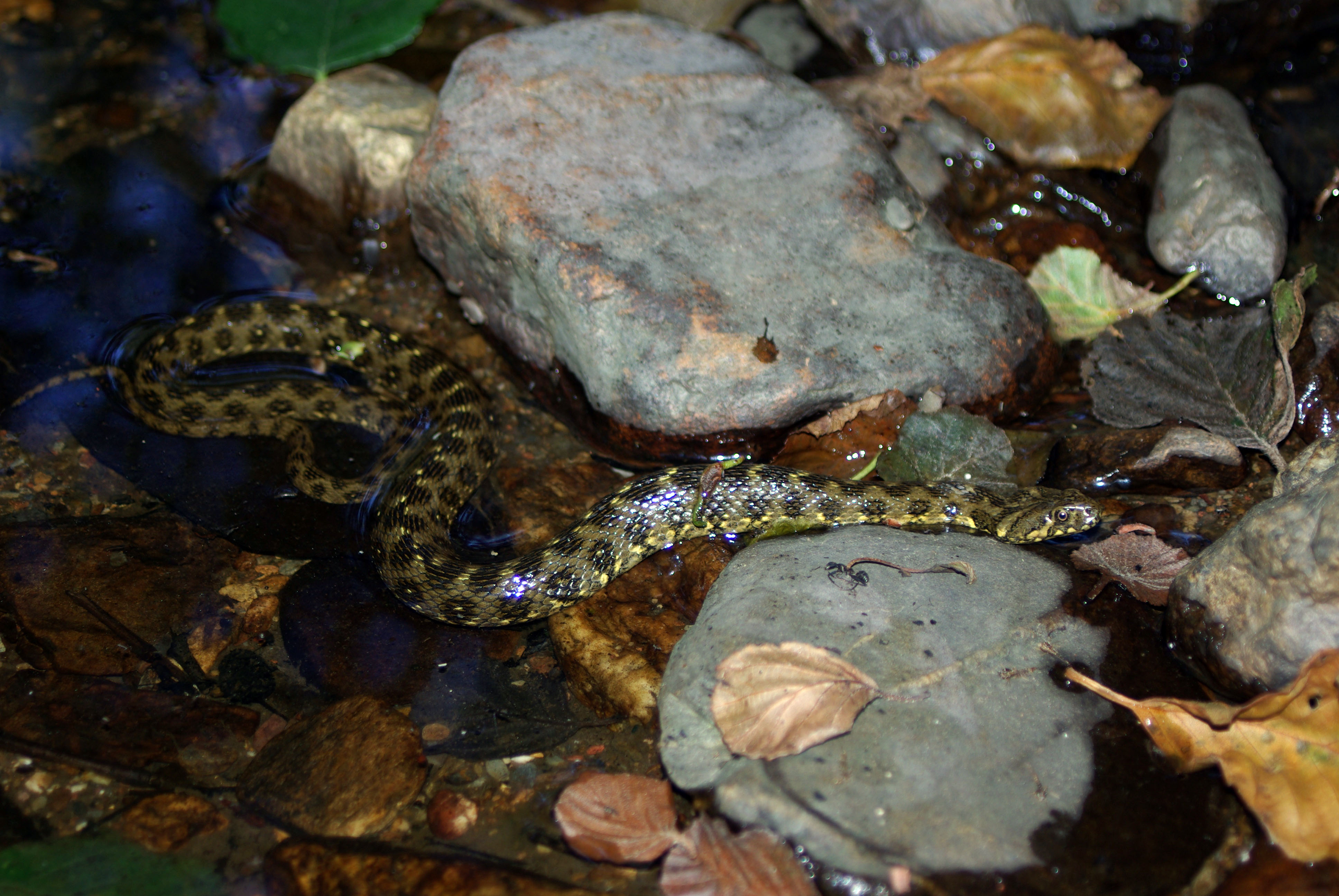
Culebra viperina en el Río Manzanas (Provincia de Zamora, España).

Es mucho más acuática que la culebra de collar (Natrix natrix). Además, es una serpiente activa tanto de día como de noche.

### Defensa
Su comportamiento defensivo es muy notable: cuando se siente amenazada aplana la cabeza, que adquiere una forma triangular, silba y muestra el diseño dorsal, lo que la hace similar a una víbora. A pesar de ello, es una especie muy tranquila y no ataca más que a sus presas. Cuando es capturada descarga un líquido repelente de sus glándulas anales (comportamiento también característico de Natrix natrix).

### Reproducción
La cópula tiene lugar en primavera o en otoño, y la puesta consta de 4 a 20 huevos que eclosionan al cabo de dos meses.
Las hembras se pueden reproducir en 4-5 años y los machos, que son más pequeños, lo hacen en 3 años.

### Alimentación
Se alimenta de ranas, sapos y peces, mientras que los jóvenes capturan insectos, larvas de anfibios y pequeños moluscos. En las islas de Ons y Onza, en Galicia, se ha observado a esta culebra alimentándose exclusivamente en el medio marino.